# Anton Hruboň
Anton Hruboň (* 26. Oktober 1989 in Nitra) ist ein slowakischer Historiker und Hochschullehrer an der Matej-Bel-Universität Banská Bystrica.

## Werdegang
Nach seiner Matura am staatlichen Gymnasium in Ružomberok trat er 2007 in die Fakultät der Humanwissenschaften (heute Philosophische Fakultät) der Matej-Bel-Universität Banská Bystrica. Das Magistratsstudium der Geschichte schloss er 2012 ab, das Rigorosum 2015. Seit der erfolgreichen Annahme seiner Dissertationsarbeit im August 2015 absolvierte er sein Doktoratsstudium im Fachbereich Slowakische Geschichte. Seit September 2015 ist er als Fachassistent am Lehrstuhl für europäische Kulturstudien der Matej-Bel-Universität Banská Bystrica tätig.
In seiner Forschungsarbeit widmet er sich vor allem der slowakischen Geschichte des 20. Jahrhunderts, insbesondere den gesellschaftspolitischen und kulturellen Aspekten. Im weiteren europäischen Kontext erforscht er in vergleichender Perspektive faschistische, nationalsozialistische und nationalistische Organisationen, Ideengeschichte, politische Propaganda und ausgewählte Fragen der Problematik von Minderheiten und Nationalitätskonflikten. Er ist Autor von (Stand 2018) mehrerer Monographien und etwa 170 in der Slowakei und im Ausland publizierten Studien. Redaktionell gab er sieben Sammelwerke heraus. Seit 2009 ist er Herausgeber und Chefredakteur der Internetzeitschrift Druhá svetová.sk.

## Werk (Auswahl)
Monographien
- Fašizmus náš slovenský. Korene, podoby a reflexie politickej kultúry fašizmu na Slovensku (1919–1945) [= Unser slowakischer Faschismus. Wurzeln, Gestalten und Reflektionen der politischen Kultur des Faschismus in der Slowakei (1919–1945)]. Premedia, Bratislava 2021. (mit Autorenkollektiv) (slowakische Rezension)
- Ľudácka čítanka [= Das Ludaken-Lesebuch]. Verlag Premedia, 2019.
- Alexander Mach: Radikál z povolania [= Alexander Mach – Ein Berufsradikaler]. Verlag Premedia, 2018.
- „Blaho vlasti – zákon najvyšší!“ Národná obec fašistická a Slovensko (1926 – 1938) [= „Wohl der Heimat – höchstes Gesetz!“ Die Nationale Faschistische Gemeinschaft und die Slowakei (1926–1938)]. Historia nostra, Ružomberok 2015.
- „Za slovenský štát, za Novú Európu!“ Hlinkova garda v období nemeckej okupácie [= „Für den slowakischen Staat, für das Neue Europa!“ Die Hlinka-Garde in der Zeit der deutschen Okkupation]. Múzeum SNP/AntOn Solutions, 2015.

Herausgeberschaften
- Slovensko v rokoch neslobody 1938–1989 IV. Slovensko, jeho susedia a Európa [= Die Slowakei in den Jahren der Unfreiheit 1938–1989 IV. Die Slowakei, ihre Nachbarn und Europa]. Filozofická fakulta UMB/AntOn Solutions, 2016. (Hrsg. mit Juraj Jankech, Katarína Ristveyová, Martin Gabčo)
- Partizáni a Slovensko [= Die Partisanen und die Slowakei]. Verlag Spolok Slovákov v Poľsku, 2013. (Hrsg. mit Juraj Krištofík)

Studien und Artikel
- Creating the Paradigm of ‘New Nation’. Eugenic Thinking and the Culture of Racial-Hygiene in the Slovak State. In: Fascism. Band 10, Nr. 2, 2021, S. 275–297.
- Pioneers of Clerical Fascism? Mythical Language of Revolutionary Political Catholicism in Slovakia and Visions of a “New Nation”. In: Constantine's Letters / Konštantínove Listy, Band 14, Nr. 1, 2021, S. 131–145. (PDF)
- Anton Hruboň: Prečo slovenská historiografia a spoločnosť potrebujú novú paradigmu európskeho fašizmus? Poznámky (nielen) k monografii Jakuba Drábika [= Warum brauchen die slowakische Historiographie und Gesellschaft ein neues Paradigma des europäischen Faschismus? Anmerkungen (nicht nur) zur Monographie Jakub Drábiks]. In: Historický časopis, Band 68, Nr. 2, 2020, S. 335–351 (slowakisch, PDF).
- „Národná revolúcia sa neskončila!“: Premena Slovenska z autoritatívneho na národnosocialistický štát [= „Die nationale Revolution ist nicht beendet!“: Umwandlung der Slowakei von einem autoritativen in einen nationalsozialistischen Staat]. In: Historická revue, Band 30, Nr. 3, 2019, S. 14–19. (slowakisch)
- Influence of Italian Fascism on Political Scene of Interwar Slovakia (1922–1938). In: East European History, Band 4, Nr. 2, 2016, S. 58–65.
- Slovenský národný socializmus v koncepciách Štefana Polakoviča a Stanislava Mečiara. Dva návrhy posalzburského smerovania prvej Slovenskej republiky [= Der Slowakische Nationalsozialismus in den Konzeptionen von Štefan Polakovič und Stanislav Mečiar. Zwei Vorschläge für die nachsalzburgische Ausrichtung der ersten Slowakischen Republik]. In: Anton Hruboň, Juraj Lepiš, Zuzana Tokárová (Hg.): Slovensko v rokoch neslobody 1938–1989 II. Osobnosti známe – neznáme [= Die Slowakei in den Jahren der Unfreiheit 1938–1989 II. Bekannte – unbekannte Persönlichkeiten]. Ústav pamäti národa, Bratislava 2014, ISBN 978-80-89335-64-0, S. 20–34. (slowakisch)
- K problematike ideológie slovenského národného socializmu [= Zur Problematik der Ideologie des slowakischen Nationalsozialismus]. In: Peter Sokolovič (Hg.): Od Salzburgu do vypuknutia Povstania. Slovenská republika 1939–1945 očami mladých historikov VII [= Von Salzburg bis zum Ausbruch des Aufstands. Die Slowakische Republik 1939–1945 in den Augen der jungen Historiker VII]. ÚPN, Bratislava 2009, ISBN 978-80-89335-21-3, S. 18–30. (slowakisch)